# دوربین عنکبوتی

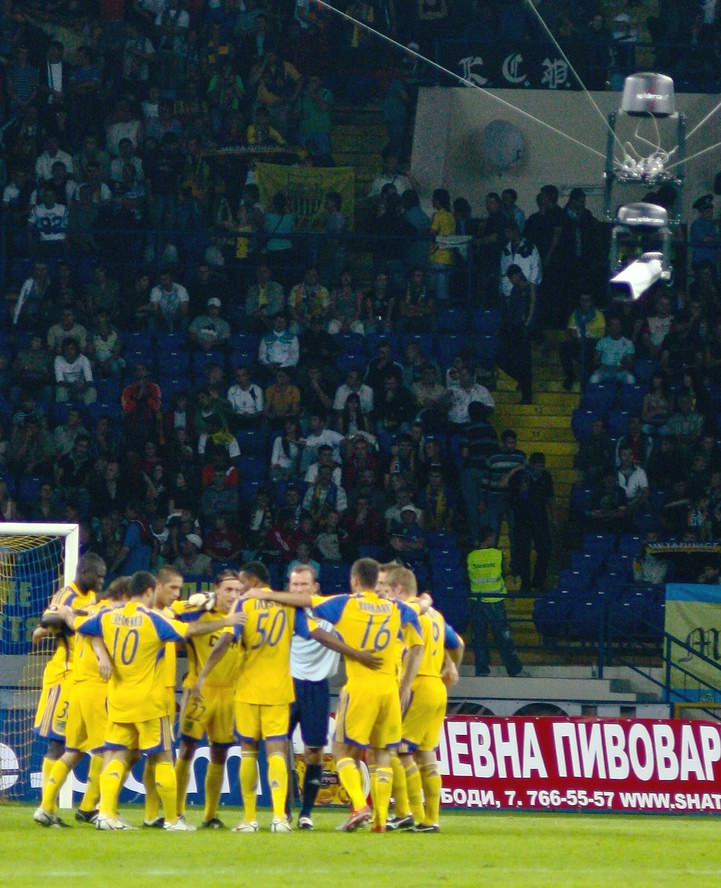
دوربین عنکبوتی درحال فیلم برداری از صحنه‌های یک مسابقه فوتبال

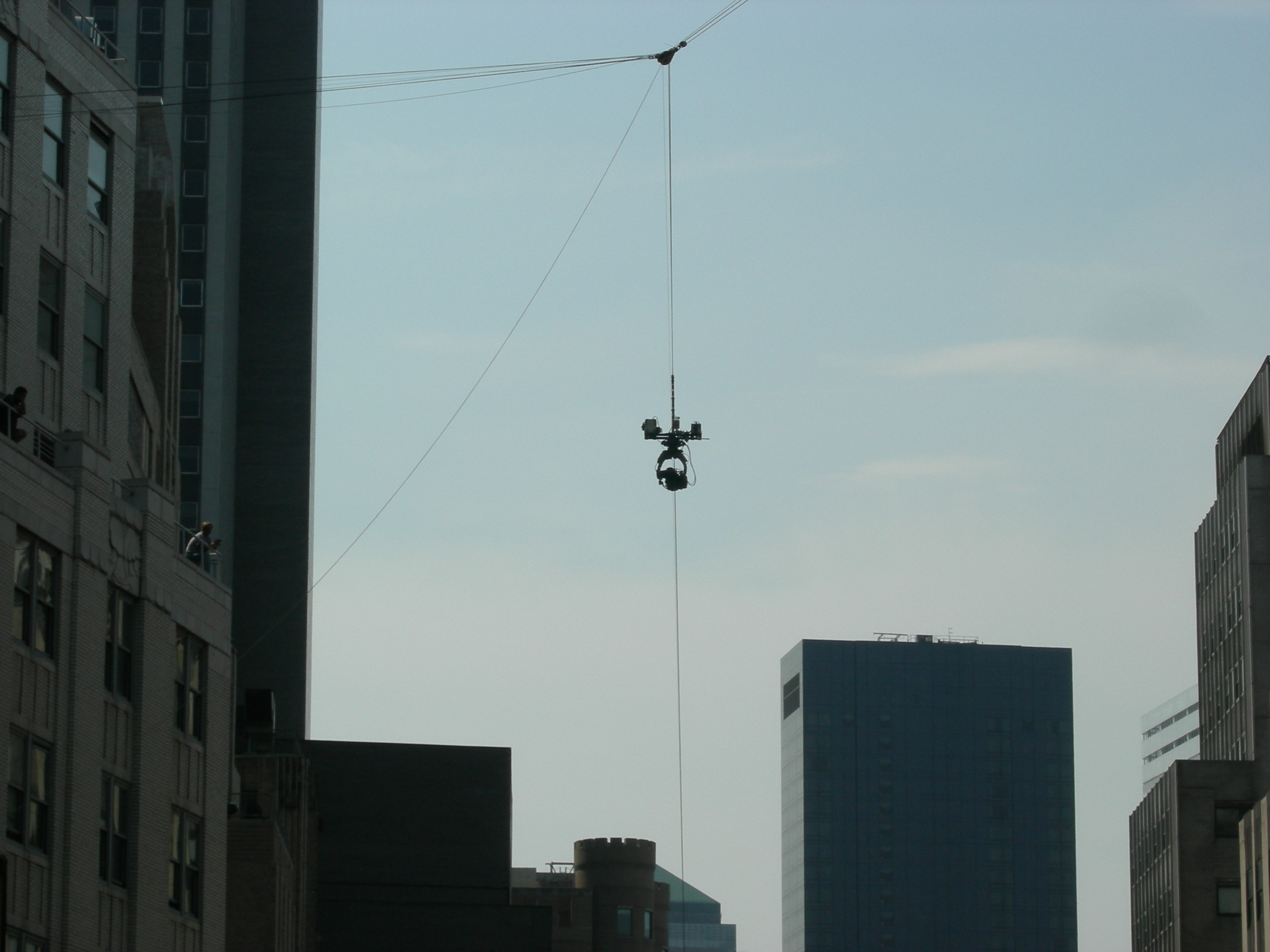
دوربین آسمانی

اسکای‌کم (به انگلیسی: Skycam) که به آن دوربین عنکبوتی (به انگلیسی: Spidercam) هم می‌گویند یک دوربین فیلمبرداری است که به وسیله کنترل رایانه‌ای، متعادل و معلق می‌شود (نام دوربین عنکبوتی در حقیقت یک نام تجاری بوده و هم‌اکنون به عنوان نام تجاری ثبت است). این سامانه مشابه استدی‌کم بوده با این تفاوت که امکان مانور سه بعدی را در یک فضای بازمانند استادیوم داراست. اسکای‌کم توسط سامانه کشش کابلی هدایت می‌شود. سامانه مذکور تصاویر مورد نیاز را از زوایای مختلف برای تماشاگران تأمین می‌کند.

## فناوری
این دوربین‌ها در حقیقت سیستمی هستند که نه بخاطر دوربین بودنش بلکه بخاطر نوع سیستم مدیریتش می‌تواند به فناوری اطلاعات مربوط شود. این سیستم دوربین را قادر می‌سازد در بیش از یک منطقه از پیش تعیین شده در جهات عمودی و افقی حرکت کند، استفاده معمول این سیستم در حالت سه بعدی در زمین بازی و یک رویداد ورزشی مانند فوتبال یا یک زمین تنیس است.
دوربین‌های عنکبوتی با ۴ کابل از جنس کامپوزیت و فولادهای مخصوص کابل‌های کششی در یک نقطه ثابت می‌شوند. هر کابل در یک گیره به یک موتور مجزا متصل است که آن گیره نیز از رایانه کنترل‌کننده مرکزی فرمان می‌گیرد.

### فیبر نوری
این دوربین‌ها به جهت فاصله زیاد نوع حرکت شان از سیستم‌های بی‌سیم کمتر استفاده می‌کنند و از طرفی حجم اطلاعات ارسالی آن‌ها بسیار بالاست و سیستم‌های بی‌سیم معمولاً کیفیت لازم را در این مواقع ندارد و از جهتی کابل‌های انتقال تصویر نمی‌تواند در این محیط‌ها جوابگوی انعطاف لازم باشند و خود این کابل‌ها معمولاً برای ارسال سیگنال تصویری بسیار سنگین وزن هستند که نمونه آن‌ها کابل‌های HDMI است. این سیستم‌ها از طریق فیبر نوری به رایانه مرکزی متصل می‌شوند و سیستم پردازنده مرکزی نیز برای تبادل دوگانه با این رابط بهسازی می‌شود. خلبانی از راه دور دوربین‌های عنکبوتی مانند هلیکوپتر حرکت می‌کنند و برای همین اپراتور آن باید مانند خلبان باشد و در لحظه بتواند تصمیم بگیرد. معمولاً اپراتور این دوربین‌ها دوره‌های تصویربرداری، کارگردانی و حتی دوره‌های هنری را نیز طی می‌کنند.

### قاعده ثبات
نگهدارندگی این دوربین‌ها بر اساس قاعده ژیرو ـ استاتیکی بنا شده‌است و این کابل‌ها به یک ژیرو استابیلازر (تثبیت کننده) مجهزند که در هر لحظه موقعیت دوربین را محاسبه و فرامین لازم برای حرکت دوربین در جهت دلخواه را به موتورها می‌دهد، این فرامین و تصویری که دوربین دریافت می‌کند به‌طور همزمان از طریق فیبر نوری که در داخل کابل‌های کولار تعبیه شده‌است، انتقال می‌یابد.

### ژیروسکوپ
ژیروسکوپ وسیله‌ای برای اندازه‌گیری یا حفظ جهت می‌باشد که از اصل بقای تکانه زاویه‌ای استفاده می‌کند. یک ژیروسکوپ مکانیکی همیشه یک چرخ یا دیسک چرخنده با محور آزاد دارد که می‌تواند در هر جهتی بایستد. این جهت‌گیری بسیار کمتر بر اثر گشتاور خارجی تغییر می‌کند که این به دلیل زاویه‌ای بزرگ خود به همراه نرخ زیاد چرخش آن است. چون گشتاور خارجی توسط نگاه داشتن وسیله در یک حلقه کمینه می‌شود جهت آن تقریباً ثابت می‌ماند، صرف نظر از این‌که سطحی که وسیله روی آن قرار گرفته چقدر حرکت می‌کند. ژیروسکوپ‌های با تکنولوژی حالت جامد هم وجود دارند مانند ژیروسکوپ‌های حلقه لیزری.
کاربردهای ژیروسکوپ شامل هدایت وقتی که قطب‌های مغناطیسی کار نمی‌کنند (مانند تسکوپ‌های فضایی) یا به اندازه کافی دقیق نیستند (مثل ICBM) یا برای پایدارسازی ماشین‌های پرنده مثل هلیکوپترهای هدایت شونده توسط رادیو یا UAVها می‌باشد. به دلیل دقت بالاتر، ژیروسکوپ‌ها همچنین در حفظ جهت در معدن کاری تونل‌ها هم به کار می‌روند.
بسیاری از وسایل چرخنده دیگر مانند چرخ و فلک flywheel هم رفتار ژیروسکوپی دارند اگر چه خاصیت ژیروسکوپ آن‌ها مورد استفاده قرار نمی‌گیرد.

## تاریخچه
در سال ۲۰۰۰ کار توسعه ایده اولیه تغییر موقعیت دوربین با شروع دیجیتالی شدن دوربین‌های فیلمبرداری آغاز شد. در آن زمان جنز سی پیترز، بنیان‌گذار شرکت اتریشی CCSytems، توسعه سیستم دوربین‌های عنکبوتی را آغاز کرد. این سیستم‌ها عموماً یک هدف داشتند و آن این که سیستمی بسازند تا با آن بتوان دوربین را در جهات مختلف با امنیت بالا به کار گرفت. آزمایش موفق اولیه سیستم در سال ۲۰۰۳ در محل سالن بزرگ در کرنتیا (به انگلیسی: Carinthia) اتریش رویداد و تا ۴ سال بعد نمونه‌های آن تکمیل تر شد و در سال ۲۰۰۴ این سیستم برای اولین بار در تلویزیون]اتریش استفاده شد و در همان سال، پیتر با شرکت آلمانی Professional Motion Technology در پروژه خانه‌ای اجاره‌ای همکاری کرد. پس از تغییراتی در دوربین‌ها او با الهام از تجربیات PMT دوربین‌هایی را وارد بازار کرد تا در رویدادهای زنده تلویزیونی مورد استفاده قرار بگیرد. استفاده‌های اولیه این وسیله در جاهایی مانند موارد زیر بود:
کنسرت (کایلی مینوگ) در استرالیا، (رابی ویلیامز) در بریتانیا و (پلیس) در آرژانتین.
برنامه‌های تلویزیونی مانند مسابقه آواز (یوروویژن) در یونان و فنلاند.
رویدادهای ورزشی بزرگ مانند جام جهانی شنا در مجارستان، گاوبازی در مکزیک و اسپانیا موسسه‌های توسعه دهنده دوربین‌های عنکبوتی در سال ۲۰۰۷ به شریک‌های جدید پیوستند. شرکت PMT و Herbert Neff و شرکت پیتر در یک همکاری توانستند به ابعاد تجاری جدید دست یابند. اما تجاری شدن از کیفیت کار آن‌ها نکاست و این کیفیت روز به روز رشد کرد تا جایی که این شرکت‌ها نسل بعدی این دوربین‌ها را با نام spidercam MkII در دست ساخت دارند.

### درایران
در اسفند ماه سال ۱۳۸۹ برای اولین بار در ایران و خاور میانه، در ورزشگاه آزادی تهران[۴] [۵]، دوربین عنکبوتی، با هزینه‌ای در حدود یک میلیارد تومان٬[۶] برای پوشش هرچه بهتر مسابقات برگزار شده در این استادیوم، نصب گردید؛ ولی در حال حاضر فقط در بازی‌های مهم و پر تماشاچی از این دوربین استفاده می‌شود. مانند:بازی‌های دربی-بازی‌های آسیایی و… به گفته برخی از کارشناسان به دلیل عدم پشتیبانی صحیح شرکت خارجی و ضعف مدیریت واسطه داخلی که این سیستم را وارد نموده است به نظر می‌رسد که کارایی لازم را ندارد؛ و تناسیبی میان هزینه پرداخت شده و بهره‌برداری از آن وجود ندارد.
سال نود در جریان بازی استقلال با تیم مس سرچشمه در دقیقه 41 سید مهدی رحمتی دوازبان تیم استقلال با شوتی محکم دوربین ۱ میلیاردی را دچار مشکل کرد و از آن پس دیگر از آن دوربین استفاده نشد.
پس از سال‌ها که فقط کابل‌های این دوربین در ورزشگاه آزادی موجود بود؛ در دربی هشتاد و هشتم در پنج مهر سال ۹۷ دوباره این دوربین در ورزشگاه آزادی نصب شد اما بنا به دلالیلی نامعلوم در طول بازی خاموش بود و از آن استفاده نشد.

### حرکت در دو بُعد
دوربین‌های عنکبوتی لزوماً سه بعدی حرکت نمی‌کنند و می‌توانند تنها برای حرکت در دو بعد نیز به کار روند. برای این کار تنها به دو کابل متصل خواهند بود و در ارتفاع و عرض حرکت می‌کنند. دوربین‌های مراقبتی یا داخل استودیو یا آتلیه‌های عکاسی می‌توانند از این سیستم بهره ببرند. نمونه‌های استفاده شده از این دوربین‌ها در مکان‌ها و کاربردهای مختلف:

## سال ۲۰۰۷
- بوندسلیگا ـ لیگ فوتبال آلمان ـ مونیخ و برلین
- مسابقات سری آ ـ لیگ فوتبال ایتالیا ـ میلان
- لیگ قهرمانان انگلستان
- لیگ بوکس آلمان
- فینال مسابقات قهرمانی آتن ـ یونان
- مسابقات پرش اسب ـ آلمان
- جشنواره موسیقی فولک ـ چین
- جشن سال نو ـ ورشو

## سال ۲۰۰۸
- زوریخ ـ اتریش
- جشن سبحا ـ لیبی
- برنامه تلویزیونی «آکادمی ستارگان» فرانسه
- جشنواره موسیقی هلند ـ هلند
- جشنواره موسیقی فولک ـ چین
- لیگ قهرمانان ـ مسکو ـ روسیه
- مسابقات سری آ ـ لیگ فوتبال ایتالیا ـ میلان
- مسابقات گاو بازی مکزیک
- مسابقات قهرمانی ـ انگلیس
- برنامه تلویزیونی استعدادها ـ آلمان
- مسابقات شترسواری ـ دوحه قطر

## سال ۲۰۰۹
- کریسمس در اروپا ـ ایتالیا
- کنسرت گروه U۲ ـ آمریکا
- مسابقات اتومبیلرانی ـ پکن ـ چین
- EXPO ۲۰۰۹ چین ـ چین
- لیگ فوتبال UAE ـ ابوظبی ـ دبی
- جشنواره بهاره چین ـ پکن
- مسابقات سری آ ـ لیگ فوتبال ایتالیا ـ میلان
- نوزدهمین مسابقات جام خلیج ـ مسقط ـ قطر
- مسابقات تنیس ـ دوحه ـ قطر
- جام جهانی فوتبال ـ آفریقای جنوبی
- المپیک زمستانی ـ ونکوور ـ کانادا
- مسابقات صحرانوردی ـ دوحه ـ قطر
- راگبی ۶ جانبه انگلستان
- جدای از آمار بالا در ۱۲۳ کنسرت، فیلم و برنامه سازی دیگر از این سیستم‌ها استفاده شده‌است. جالب توجه آن که این سیستم‌ها برای هالیوود و استودیوهای فیلم سازی جداگانه ساخته و نصب شده‌اند که در آمارها نمی‌آیند.

## آینده انتقال برق به این دستگاه‌ها
جاستین راتنر مدیر ارشد فناوری‌های شرکت اینتل در نشست سالانه تولیدکنندگان این شرکت در سانفرانسیسکو یک اتصال تشدیدکننده انرژی بی‌سیم ((به انگلیسی: Wireless Energy Resonant Link)) را به نمایش درآورد. در حقیقت اینتل اولین سیستم انتقال برق بی‌سیم را به نمایش گذاشت. مهم تر این که برق بدون این که اثرگذاشتن بر چیز یا کسی که میان واحدهای فرستنده و گیرنده قرار گرفته باشد، انتقال پیدا می‌کرد.
وی گفته‌است: ثابت شده‌است که بدن انسان تحت تأثیر میدان‌های مغناطیسی قرار نمی‌گیرد، اما میدان‌های الکتریکی بر آن تأثیر می‌گذارند؛ بنابراین ما برق را با استفاده از میدان مغناطیسی انتقال می‌دهیم و نه میدان الکتریکی.
با این که سیستم فعلی دارای رده انتقال انرژی پایین است اما این ارتقا یافتن آن می‌تواند سیستم انتقال به این دوربین‌ها را نیز تغییر دهد و البته در بسیاری سیستم‌های دیگر نیز تغییرات زیادی حاصل خواهد شد.